# Sultán triq
El Triq Sultán , en Kabyle abrid n'soltan, literalmente el camino real, es un camino que conecta las  Tierras Altas de Argelia con la ciudad de Bugía en Cabilia.

## Historia
Su origen se remonta a la Edad Media, más precisamente al reinado de la dinastía bereber de los Hamaditas. En efecto, en esa época unía el Al-Qal'a de Beni Hammad con la zona de M'Sila, fundada en el año 1007 y clasificada como Patrimonio de la Humanidad por la UNESCO en Bugía, principal enlace de la región con el Mar Mediterráneo. Esta carretera está salpicada de vestigios, que van desde el Al-Qal'a de Beni Hammad hasta el centro histórico de Bugía, pasando por el Al-Qal'a de Beni Hammad y el valle de río Soummam con los vestigios de la ciudad romana de Tiklat en El Kseur. Esta ruta es, además, la que la dinastía Hamaditas, huyendo de las invasiones de los Banu Hilal, tomó para transferir su capital del Kalâa a Bugía, de ahí el nombre de sultán triq.

## Geografía
Actualmente es un eje siempre muy ocupado ya que las Tierras Altas siempre tienen como enlace con el mar el puerto de Bugía. De sur a norte, la carretera pasa por las wilayas de M'Sila,  Bordj Bou Arréridj,  Bugía y las montañas de Hodna, Bibans y el valle de Soummam. En su camino a lo largo de este valle, el sultán triq corresponde a la actual «RN26». Más al sur corresponde a la carretera que cruza los Bibans entre Ighil Ali y Bordj Bou Arreridj. Se trata de un itinerario utilizado cada año por miles de veraneantes procedentes de las ciudades de Bordj y M'Sila que llegan a la costa de la región de Bugía, perpetuando así un desplazamiento de población de 1000 años de antigüedad.

## Galería

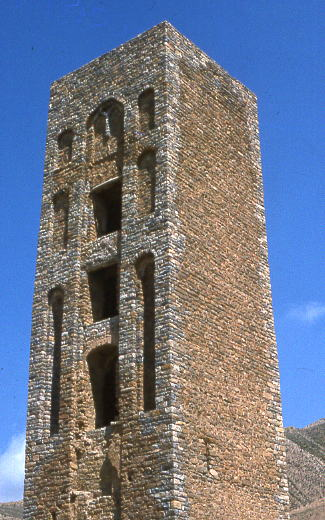
El Kalâa de Béni Hammad , antigua capital de los Hammadids en Hodna.
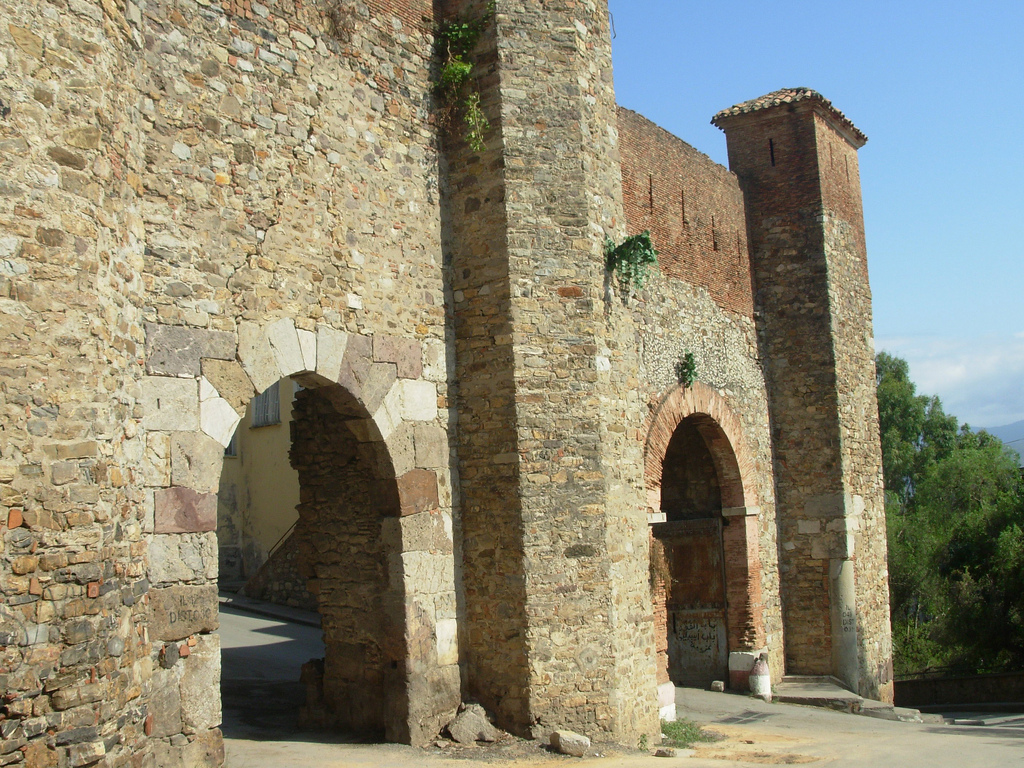
Bab Fouka una de las puertas medievales de Bugía , segunda capital de los Hammadids.